# Vinogradnoe, Stînga Nistrului
Vinogradnoe (în trecut Vierul Roșu) este un sat din Unitățile Administrativ-Teritoriale din Stînga Nistrului (Transnistria), Republica Moldova.
Conform recensământului din anul 2004, populația localității era de 653 locuitori, dintre care 176 (26.95%) moldoveni (români), 286 (43.79%) ucraineni si 153 (23.43%) ruși.